# Championnat du Soudan de football 2003
Navigation
Saison précédente Saison suivante
La saison 2003 du Championnat du Soudan de football est la trente-neuvième édition de la première division au Soudan, la Sudan Premier League. Elle regroupe les douze meilleures équipes du pays sous forme d'une poule unique toutes les formations se rencontrent deux fois, à domicile et à l'extérieur. En fin de saison, les deux derniers du classement sont relégués et remplacés par les deux meilleurs clubs de deuxième division.
C'est le club d'Al Hilal Omdurman qui remporte le championnat cette saison après avoir terminé -invaincu- en tête du classement final, avec… dix-huit points d'avance sur le tenant du titre, Al Merreikh Omdurman et vingt-deux sur Al Hilal Port-Soudan. C'est le 16e titre de champion du Soudan de l'histoire du club.

## Les clubs participants
| - Al Hilal Omdurman - Hai al-Arab Port Soudan - Promu de D2 - Al Ahli Khartoum - Al Ahly Wad Madani - Amal Atbara - Promu de D2 - Taka Kassala | - Al-Mourada SC - Al Merreikh Omdurman - Al Mirghani Kassala - Al Hilal Port-Soudan - Khartoum 3 - Al Ittihad Wad Medani |

## Compétition
Le barème de points servant à établir les classements se décompose ainsi :
- Victoire : 3 points
- Match nul : 1 point
- Défaite : 0 point

### Classement
| Rang | Équipe                    | Pts | J  | G  | N  | P  | Bp | Bc | Diff |
| ---- | ------------------------- | --- | -- | -- | -- | -- | -- | -- | ---- |
| 1    | Al Hilal Omdurman         | 56  | 22 | 17 | 5  | 0  | 48 | 9  | +39  |
| 2    | Al Merreikh Omdurman T    | 38  | 22 | 11 | 5  | 6  | 29 | 14 | +15  |
| 3    | Al Hilal Port-Soudan      | 34  | 22 | 9  | 7  | 6  | 20 | 19 | +1   |
| 4    | Al Mirghani Kassala       | 29  | 22 | 6  | 11 | 5  | 22 | 20 | +2   |
| 5    | Al-Mourada SC             | 29  | 22 | 7  | 8  | 7  | 19 | 25 | -6   |
| 6    | Hay al Arab Port-Soudan P | 29  | 22 | 8  | 5  | 9  | 22 | 31 | -9   |
| 7    | Taka Kassala              | 26  | 22 | 6  | 8  | 8  | 24 | 25 | -1   |
| 8    | Khartoum 3                | 26  | 22 | 5  | 11 | 6  | 23 | 28 | -5   |
| 9    | Al Ahly Wad Madani        | 26  | 22 | 6  | 7  | 9  | 20 | 19 | +1   |
| 10   | Amal Atbara P             | 24  | 22 | 6  | 6  | 10 | 17 | 34 | -17  |
| 11   | Al Ittihad Wad Medani     | 21  | 22 | 5  | 6  | 11 | 23 | 34 | -11  |
| 12   | Al Ahli Khartoum          | 16  | 22 | 3  | 7  | 12 | 9  | 20 | -11  |

|  | Qualification pour la Ligue des champions de la CAF 2004 |
|  | Qualification pour la Coupe de la CAF 2004               |
|  | Relégation directe en deuxième division                  |
|  | T : Tenant du titre P : Promu de D2                      |

## Bilan de la saison
| Championnat du Soudan de football 2003                             |                               |
| Champion                                                           | Al Hilal Omdurman (16e titre) |
| Coupes et trophées                                                 |                               |
| Vainqueur de la Coupe du Soudan 2003                               | Non disputée                  |
| Qualifications continentales                                       |                               |
| Ligue des champions de la CAF 2004                                 | Al Hilal Omdurman             |
| Coupe de la CAF 2004                                               | Al Merreikh Omdurman          |
| Ligue des champions arabes 2003-2004                               | Al Hilal Omdurman             |
| Ligue des champions arabes 2003-2004                               | Al Merreikh Omdurman          |
| Promotions et relégations                                          |                               |
| Promus en Premier League                                           | Shambat Bahri                 |
| Promus en Premier League                                           | Al Merreikh Port-Soudan       |
| Relégués en Championnat du Soudan de football de deuxième division | Al Ittihad Wad Medani         |
| Relégués en Championnat du Soudan de football de deuxième division | Al Ahli Khartoum              |